# Casa cu prăvălie Ilie Lumânăraru
Casa cu prăvălie Ilie Lumânăraru a fost un monument istoric, astăzi demolat, aflat pe teritoriul municipiului Ploiești. În Repertoriul Arheologic Național, monumentul apare cu codul 130543.38.